# Felip Wolfgang de Hanau-Lichtenberg
Felip Wolfgang de Hanau-Lichtenberg (en alemany Philipp Wolfgang von Hanau-Lichtenberg) va néixer a Bouxwiller (França) el 31 de juliol de 1595 i va morir a la mateixa ciutat el 24 de febrer de 1641. Era un noble alemany, fill del comte Joan Reinhard I (1569-1625) i de la comtessa Maria Elisabet de Hohenlohe-Neuenstein (1576-1605).
Completà la seva formació a la Universitat d'Estrasburg i, com era habitual a l'època, viatjà per diversos països europeus com ara França, Itàlia i Anglaterra. El 19 de novembre de 1625, en morir el seu pare, heretà el comtat de Hanau-Lichtenberg.
Durant seu govern va haver de fer front a les malvestats derivades de la Guerra dels Trenta Anys. Intentà mantenir la política de neutralitat, empresa pel seu pare, encara que no sempre amb resultats positius: El 1631, la batllia de Babenhausen va ser devastada, la ciutat i el seu castell van ser ocupats i saquejats per les tropes imperials, i un any més tard, el 1632, van ser les tropes sueques del comte Wolf Heinrich d'Isenburg. El 1635 la ciutat va ser assetjada sense èxit per les tropes imperials comandades per Philippe de Mansfeld. I encara l'any següent la batllia de Babenhausen va ser de nou ocupada.
Les possessions del comte a l'Alsàcia també es van veure greument afectades pel conflicte. Una vegada més l'exèrcit imperial va cremar i saquejar moltes poblacions. Felip Wolfgang va establir moltes mesures militars d'atac i defensa, però els seus limitats recursos no li permeteren una defensa eficaç del seu comtat.

## Matrimoni i fills
El 15 de novembre de 1619 es va casar a Bischwiller amb la comtessa Joana d'Oettingen-Oettingen (1602-1639), filla del comte Lluís Eberhard
(1577-1634) i de Margarida d'Erbach (1576-1635). El matrimoni va tenir deu fills: 
- Joan Lluís (1621-1623).
- Anna Elisabet, nascuda i morta el 1622.
- Frederic Casimir (1623-1685).
- Dorotea Elisabet, nascuda i morta el 1624.
- Joan Felip (1626-1669).
- Joana Juliana (1627-1628).
- Joan Reinhard II (1628-1666), casat amb Anna Magdalena de Birkenfeld-Bischweiler (1640-1693).
- Sofia Elionor (1630-1662).
- Àgata Cristina (1632-1681), casada amb el comte palatí Leopold Lluís de Wittelsbach
- Cristià Eberhard (1635-1636).

El 17 de maig de 1640, un any després d'haver enviudat, es casà amb Dorotea Diana de Salm (1604-1672).